# Irene Baker
Edith Irene Bailey Baker (Sevierville, 17 novembre 1901 – Loudon, 2 aprile 1994) è stata una politica statunitense, membro della Camera dei Rappresentanti per lo stato del Tennessee dal 1964 al 1965.

## Biografia
Dopo la morte del primo marito, Irene Bailey venne assunta nella Tennessee Valley Authority e nel 1935 si risposò con Howard Baker, Sr., un vedovo con due figli: Howard e Mary Elizabeth. Insieme a Baker, Irene ebbe un'altra figlia, Beverly.
Nel 1951 Howard venne eletto deputato alla Camera dei Rappresentanti come membro del Partito Repubblicano. Baker rimase al Congresso fino al 1964, anno in cui morì improvvisamente per un attacco di cuore.
Pochi mesi dopo la scomparsa di Baker si svolsero delle elezioni speciali per determinare il suo successore e Irene vi prese parte; alla fine riuscì a vincere il seggio e promise che avrebbe solo portato a termine il mandato del marito senza candidarsi in un'ulteriore elezione futura. La Baker tenne fede alla promessa e una volta scaduto il mandato nel gennaio del 1965, la donna abbandonò per sempre la Camera.
Dopo l'esperienza da parlamentare la Baker si dedicò a piccoli incarichi nella politica locale. Appena due anni dopo il figliastro venne eletto senatore per lo stato del Tennessee e in seguito fu anche capo di gabinetto della Casa Bianca.
Irene Baker morì nell'aprile del 1994 all'età di novantadue anni.